# بانباشی
بانباشی (به ترکی آذربایجانی: Banbaşı) یک منطقه مسکونی در جمهوری آذربایجان است که در شهرستان ماساللی واقع شده‌است. بانباشی ۲۲۹۰ نفر جمعیت دارد.